# Gödestad
Gödestad är kyrkbyn i Gödestads socken och en småort i Varbergs kommun, Sverige, belägen cirka 10 km öster om kommunens centralort Varberg. Gödestads kyrka ligger här. 
Åren 2002-2003 anlades Harabäckens golfbana i Gödestad.